# Vilnia
Vilnia (også Vilnelė; polsk: Wilejka, Wilenka, hviderussisk Вільня/Vilnja) er en flod i Litauen. Den har sit udspring nær landsbyen Vindžiūnai, 5 km syd for Šumskas, ved det litauisk-hviderussiske grænse. 
Vilnia er 79,6 km lang og dets bassin omfatter 624 km². På 13 km af sit løb danner den grænse mellem Litauen og Hviderusland. De resterende 69 km løber Vilnia gennem Litauen indtil den munder ud i Neris i Vilnius. Flodens navn var formentlig årsagen til byens navn.
Kilder langs floden bidrager til vandmængden i floden. En række grundvandsbrønde boret i det tidlige 1900-tal var en vigtig del af drikkevandsforsyningen i Vilnius til slutningen af 1900-tallet.
Navnet på floden stammer fra det litauiske ord vilnis ("en bølge") eller vilnyti ("at stige"). 
Vilnelė er den diminutive form af det oprindelige hydronym Vilnia. Navnet kom i populære brug på litauisk og har stort set erstattet "Vilnia" formentligt på grund af påvirkning fra det polske navn Wilenka. 
I et forsøg på at genoprette vandringen af laks op i floden, blev en fisketrappe opført ved Belmontas-dæmningen i 2000.